# Leszek Pliniewicz
Leszek Pliniewicz (ur. 1947 w Bystrzycy Kłodzkiej) – artysta plastyk, malarz, rzeźbiarz, grafik, twórca ekslibrisów, zamieszkały w Głogowie, członek Wrocławskiej Grupy Grafików „RYS” i Związku Polskich Artystów Plastyków.

## Życiorys
W 1970 ukończył studia w Państwowej Wyższej Szkoły Sztuk Plastycznych we Wrocławiu na Wydziale Malarstwa, Grafiki i Rzeźby. W latach 90. wraz z żoną Gabrielą prowadził w Oławie „Galeryę Pod Kokotem”. Ekslibrisy wykonywał w latach 70. i 80. XX wieku – dokładna liczba jego dzieł nie jest znana. Ekslibrisy wykonywał w technice linorytu, drzeworytu i suchej igły. Autor ekslibrisów m.in. Towarzystwa Miłośników Ziemi Ślężańskiej i wielu osób prywatnych.

## Udział w wystawach
- XXX-lecie Okręgu Wrocławskiego ZPAP, Wrocław 1977
- Wystawa Gabrieli i Leszka Pliniewiczów, Sobótka 1977
- IV Ogólnopolska Wystawa Współczesnego Ekslibrisu Polskiego, Rzeszów 1977
- Wystawa Plastyków Głogowskich, Głogów 1978
- Ekslibris w Polsce Niepodległej 1918-1978, Środa Śląska 1978
- Ekslibris Wrocławski, Wrocław 1978
- Głogowscy Twórcy Dzieciom, Głogów 1979
- Współczesny Ekslibris Archeologiczny i Etnograficzny, Lublin 1979
- Wystawa Portretów Ludzi Zasłużonych, Legnica 1979
- Dzieciom – Wystawa Sztuki, Wrocław 1979
- Grupa „RYS” Wystawa Prac Graficznych, Wrocław 1979
- „Kontynuacje”, Wrocław 1992
- Festiwal Sztuk Plastycznych, Sopot 1978 i 1980
- Przegląd Plastyki Zagłębia Miedziowego, Legnica 1978 i 1995
- Galeria Szalona Masarnia, Paryż
- Brücke zum Osten, Niemcy, 1991 – 1994
- Rzeźba w Krajobrazie Miasta, Warszawa 2000
- Ekspozicine Dell’Exlibris, Lugana 1978
- La Post – Avanguardia, Benevento 1978
- Concorso Internazionale per due Ex libris, Lido do Jesolo 1979